# Jade (groupe)
Pour les articles homonymes, voir Jade (homonymie).
Jade est un groupe de hip-hop américain. Actif dans les années 1990, ses membres sont Tonya Kelly, Joi Marshall et Di Reed. Auteur de deux albums studios, Jade to the Max (1992) et Mind, Body and Song (1994), le groupe est principalement connu pour le single Don't Walk Away (1992).

## Biographie
Jade est à l'origine composé de Joi Marshall, Angela Slates, et Debra Mitchell et, de ce fait, est initialement appelé JAD. Le producteur Vassal Benford vendra la chanson I Wanna Love You avant que les voix de Joi, Angela et Debra ne soient enregistrées. Pour cette chanson incluse dans le film Class Act, Benford devra reproduire la chanson avec les voix des chanteuses. Tonya Kelly et Di Reed sont signées par Vassal Benford, et le groupe devient Jade. Tonya a grandi à Chicago écoutant des vocalistes jazz comme Sarah Vaughan et Nat King Cole. Joi est aussi de Windy City, mais a grandi à Motown. Di a grandi à Houston chantant du gospel à n'importe quel moment.
Le premier succès de Jade se fait sur la bande-son du film Class Act en 1992. Leur hit single I Wanna Love You atteint le top 10 des classements RnB et la 16e place du Billboard Hot 100. Le single qui suit, Don't Walk Away, est leur plus gros hit, qui se classe deuxième des RnB charts, et est certifié disque d'or par la Recording Industry Association of America en 1993. Les autres singles Looking for Mr. Do Right et One Woman aident à pousser les ventes de leur album Jade to the Max au statut de disque de platine. Jade effectue quelques tournées et participe même au Listening Party Live diffusé sur BET. La session est enregistrée et publié sur CD en 1993.

## Discographie
| Année | Détail                              | Meilleure position | Meilleure position | Meilleure position | Meilleure position | Meilleure position | Certifications           |
| Année | Détail                              | US                 | US R&B             | ALL                | P-B.               | UK                 | Certifications           |
| ----- | ----------------------------------- | ------------------ | ------------------ | ------------------ | ------------------ | ------------------ | ------------------------ |
| 1992  | Jade to the Max                     | 56                 | 19                 | 82                 | 48                 | 43                 | - US : Disque de platine |
| 1994  | Mind, Body and Song                 | 80                 | 16                 | —                  | —                  | —                  | - US : Disque d'or       |
| TBA   | Continuum - Date de sortie inconnue | —                  | —                  | —                  | —                  | —                  |                          |